# Rodolfo Rafael González
Rodolfo Rafael Gonzalez Ruiz (Guatemala; 4 de marzo de 1985) es un futbolista que actualmente milita en el club Xelajú Mario Camposeco de la Liga Nacional de Guatemala.

## Selección nacional
González ha participado en la selección de fútbol de Guatemala.

## Clubes
| Club                    | País      | Año           |
| ----------------------- | --------- | ------------- |
| Deportivo Suchitepéquez | Guatemala | 2008 - 2011   |
| Juventud Retalteca      | Guatemala | 2011 - 2012   |
| Deportivo Malacateco    | Guatemala | 2012 - 2013   |
| Club Deportivo Heredia  | Guatemala | 2013 - 2014   |
| Deportivo Suchitepéquez | Guatemala | 2014 - 2016   |
| Antigua GFC             | Guatemala | 2016          |
| Cobán Imperial          | Guatemala | 2016-2019     |
| Xelajú MC               | Guatemala | 2019-presente |